# 칼초 카타니아
칼초 카타니아(Calcio Catania S.p.A.)는 1929년에 창단된 'SS 카타니아'를 이어받아 1946년에 재창단된 구단으로서, 카타니아 소재의 스타디오 안젤로 마시미노가 홈구장인 이탈리아의 축구 클럽이다. 카타니아는 대부분 세리에 B에서 있었으며 이탈리아 프로 축구 최상위 리그인 세리에 A에는 5번을 승격하였다.
이 축구단은 세리에 A에서 평범한 성공을 거뒀으며 리그 최고 성적은 1960년대에 이룬 8위다. 아주 예전 카타니아는 코파 델레 알피 결승전에 진출한 적이 있었다.

## 역사
카타니아현에 축구가 들어온 기원은 시칠리아 섬으로 축구 경기를 가져온 영국 화물선의 노동자들로 거슬러 올라간다. 특히 초기의 카타니아 팀은 영국 선박에서 일하는 카타니아 선원들로 이루어져 FC 메시나를 상대로 산 라이네리 디 메시나에서 경기를 벌인 로얄 요트 카타니아로 거슬러 올라간다.

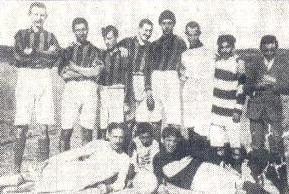
초기 클럽 사진; 1908년의 프로 파트리아 시절.

하지만 선원들의 팀은 그저 취미였을뿐이고 카타니아의 첫 프로팀은 1908년 6월 19일에 이탈리아의 영화감독 가에타노 벤티밀리아 와 프란체스코 스투르초 달도브란도가 AS 에두카치오네 피시카 프로 파트리아라는 명칭으로 설립했다. 초기에 팀은 항상 카타니아 항구를 방문한 선박의 선원(특히 외국 선박)들과 주로 경기를 하였다. 그들의 첫 경기는 이탈리아의 군함 레지나 마르게리타와의 경기였지만 1-1 무승부로 끝나고 말았다. 당시 경기에 라인업에 포함된 선수들은 아살로, 지스몬도, 비안키, 메시나, 슬라이테르, 카카모, 스텔라리오, 빈닌그, 코쿠차, 벤티밀리아 와 파팔라르도이다. 그리고 2년 만에 팀명을 US 카타네세로 바꿨다.
당시 이탈리아 북부에서는 축구가 더욱 조직화되었고 북부 지역 클럽들은 초기 이탈리아 풋볼 챔피언십에 참가한 반면에 카타니아를 비롯해 이탈리아 남부지역의 클럽들은 립톤, 산트 아가타 와 아고르다드 쿱스 같은 리그에서 뛰었다. US 카타네세는 세계대전으로부터 살아남았고 종전후에 지역 리그인 코파 페데랄레 시칠리아나에서 뛰었다. 7 시즌뒤인 1927년에 팀은 캄피오나토 카타네세에 참가하여 1928–29 시즌에 우승을 차지했다. 클럽은 보다 상위 리그 승격 자격을 얻어었고 클럽 명칭을 처음에는 소치에타 스포르티바 카타니아라고 바꿨다. 카타니아의 첫 세리에 B 데뷔 시즌인 1934-35 시즌에서 4위를 차지했고 해당시즌 우승 팀은 제노아다.
이 기간에 카타니아는 강등당하기 이전에 세리에 B에서 3 시즌을 보냈다. 세리에 C로 강등 이후에 1938–39 시즌에 시칠리아 지역 라이벌인 시라쿠사와 메시나보다 높은 순위로 리그를 끝내며 우승을 차지했다(시라쿠사 2위 메시나 3위). 세리에 B로 돌아왔지만 리그에서 단 3승만을 거두며 리그 최하위를 기록하였다. 클럽은 2차 세계대전으로 조기에 리그를 마감한 1942-43 시즌에 명칭을 간단히 ACF 카타니아(Associazione Calcio Fascista Catania)로 바꿨다.

### 재탄생
2차 대전후, 지역 리그인 캄피오나토 시칠리아노가 정비되었다. US 카타네세는 복귀했고 시즌 말쯤에 엘레판테 카타니아(Elefante Catania)라는 이름의 지역 클럽과 통합하였다. 이렇게 통합된 클럽은 카타나세라는 이름은 유지하였고 세리에 C 1945-46 시즌에 참가하였으나 하위권으로 시즌을 마감했다. 같은 시즌에 같은 리그에서 뛴 비르투스 카타니아라는 클럽은 8위를 기록했다.
시즌이 끝나고 카타네세와 비르투스 통합하여 클럽 클럽 칼초 카타니아(Club Calcio Catania)를 만들었고 첫 회장은 카타네세의 회장이였던 산티 만가나로-파사니시다. 카타니아는 세리에 C에서 3 시즌을 보내고 1948-49 시즌에 세리에 B 승격을 위해 고피, 메소라, 아르데시 와 프레보스티 등과 같은 스타들과 함께 레지나와 힘겨운 사투를 벌여 승리를 거뒀다.

### 황금기
1950년대 말부터 60년대까지를 카타니아의 황금기라고 여겨진다. 그 기간에 두 차례에 걸쳐 세리에 A 승격을 했기 때문이다. 그들의 첫 승격은 세리에 B에서 왔었다. 세리에 B 1953-54 시즌 카타니아는 칼리아리와 프로 파트리아를 꺽고 리그의 챔피언이 되었다. 그들의 첫 세리에 A 무대에서 12위를 거두며 마감하였지만 우디네세와 같이 재정 스캔들로 인하여 강제로 강등을 당하였다.
1930년대에 팀에서 선수로 뛰었던 카르멜로 디 벨라의 지휘아래에 1959-60 시즌에 세리에 B로부터 승격권을 얻어냈다. 그들의 승격을 위한 레이스는 시즌 마지막날에 3위로 끝나 긴박한 상태였다. 카타니아는 그들의 마지막경기에서 브레시아에게 4:2로 져버렸고 승격을 확실히 하기 위해선 파르마가 트리에스티나로부터 좋은 결과를 걷을 필요가 있었다. 그 좋은 결과는 실현되었고 카타니아는 이리하여 한번 더 승격을 하게 되었다.
1960-61 시즌에 카타니아가 세리에 A로 돌아오고 6년간을 잔류하였다. 그들의 첫 복귀 시즌은 새롭게 승격한 팀이 전통적 강호인 라치오와 나폴리보다 높은 순위인 8위로 마감하며 강한 인상을 주었다. 이 시즌에는 몇 주목할만한 승리를 거뒀는데 그것은 나폴리와 볼로냐에게 더블을 거두고 삼프도리아를 상대로 홈에서 3:0 승리를 거둔것뿐만아니라 가장 주목할만한 승리는 시칠리아에서 AC 밀란을 상대로 4:3 승리와 시즌 마지막날 인테르나치오날레를 상대로 카스텔라치 와 칼바네세의 두 골로 승리를 거두었다. 인테르의 상처를 소금으로 비빈 이 승리는 유벤투스와 타이틀 경쟁에서 멀어지게 하였다.
4년후인 1965년에도 역시 리그에서 8위를 거두었다. 이때는 로마와 시칠리아의 더비 라이벌인 메시나보다도 높은 순위였다. 여러 클럽들에서 가장 주목할만한 선수들도 이기간에 뛰었다(미드필더로는 알바로 비아지니, 시네지뉴, 윙어로는 카를로 파킨, 잔카를로 다노바). 그리고 이탈리아 축구계의 거인들인 유벤투스(2:0), 피오렌티나(2:0), 라치오(1:0)를 상대로 승리를 거두기도 했다.

### 70년대와 80년대의 뒤섞인 행운들
카르멜로 디 벨라 감독이 떠난 1966년에 팀이 강등된 후에 세리에 B에 있었다. 카타니아는 1969-70 시즌에 3위로 리그를 마감하며 세리에 A로 승격하였다. 이렇게 승격하였지만 한 시즌후에 다시 강등당하였다. 그 시즌에 카타니아는 라치오에게 3-1 승리와 AC 밀란을 상대로 무승부를 거두는 인상적인 결과를 내었지만 30경기에서 18골만을 득점하며 득점 결핍에 시달렸다. 1973-74 시즌에 세리에 C로 강등되며 상황이 더욱 악화되었지만 곧장 세리에 C에서 우승하며 다시 승격을 하였다. 1976-77 시즌에 세리에 C로 강등되며 유사한 상황이 벌어졌다. 하지만 이번에는 곧바로 승격을 하는데는 실패하였다.
짧은 세 시즌후에 카타니아는 라치오와 AC밀란 뒤인 3위를 기록하며 세리에 A로 승격하였다. 카타니아는 1983-84 시즌에 세리에 A에 있었지만 그 시즌은 단 한 경기에서 밖에 승리를 거두지 못했으며(그거조차도 피사와의 경기), 클라우디오 라니에리와 브라질의 핵심 선수였던 루바노르와 페드리뉴가 있음에도 승점 12점을 얻는데 그쳐 심각하게 형편없는 시즌임을 증명했다.

### 쇠퇴와 부활
세리에 B로 마지막 강등을 당한후 카타니아는 눈에 띄는 쇠퇴를 하기 시작했다. 팀은 이탈리아 최상위 리그에 도달하지 못하였고 계속된 쇠퇴를 하여 1980년대 후반에는 세리에 C1로 강등을 당하기도 했다. 클럽의 역사서 가장 실망적인것이 있다면 1993년에 승격에 성공하였지만 재정문제로 이탈리아축구협회에 의해 취소되기도 했다.
하지만 긴 법정공방 끝에 법원은 이탈리아축구협회의 결정이 무효임을 선언했고 협회에게 카타니아를 다시 리그에 참가시키라고 명령하였다. 카타니아는 이러하여 에첼렌차 시칠리아(이탈리아 6부 리그소속)에 포함되었지만 그동안에 또다른 시칠리아 축구팀 시라쿠사현의 렌티니를 연고로하는 아틀레티코 레온치오가 있었고 연고지를 카타니아로 옮기고 명칭을 아틀레티코 카타니아라고 다시지었다. 이럼에도 불구하고 "원조" 카타니아는 비교적 몇년 안에 세리에 C로부터 나올수 있었고 심지어 2002년에는 세리에 B로 돌아오기도 했다.
2003년 카타니아는 카소 카타니아(Caso Catania)라고 알려진 세리에 B의 팀구성을 20개에서 24개로 늘리는 논란의 중심에 있었다. 시에나는 카타니아와의 경기에서 비등록 선수를 출전시켰고 경기는 1:1 무승부가 되어 카타니아는 승리시에 2점을 더 얻어 강등으로부터 벗어날 수 있었지만 결과적으로 강등을 당하였다. 카타니아는 강등을 당하기 직전에 2:0 승리를 보상을 받았다. 8월에, 이탈리아축구협회는 카타니아가 제노아와 살레르니타나 등과 함께 세리에 B에 잔류할것과 새롭게 다시 태어난 피오렌티나를 2003-2004 시즌에 추가하였다. 그 결정으로 시위가 일어나고 다른 세리에 B 클럽들의 보이콧으로 인해 시즌 시작이 늦어졌었다.
2004-05 시즌에 팀에 숫자가 24개에서 22개로 줄은 반면에 같은 시간 세리에 A에서는 18개에서 20개로 팀 수를 늘렸다. 시즌을 시작하는 동안에 항공사 윈드 제트의 회장이자 세리에 C1의 시칠리아팀 아치레알레의 구단주인 안토니노 풀비렌티 회장이 카타니아를 인수하였다. 카타니아의 새 경영자는 2005-06 시즌에 2위로 마감하여 세리에 A로 승격함에 따라 팀의 부활을 기뻐하였다.

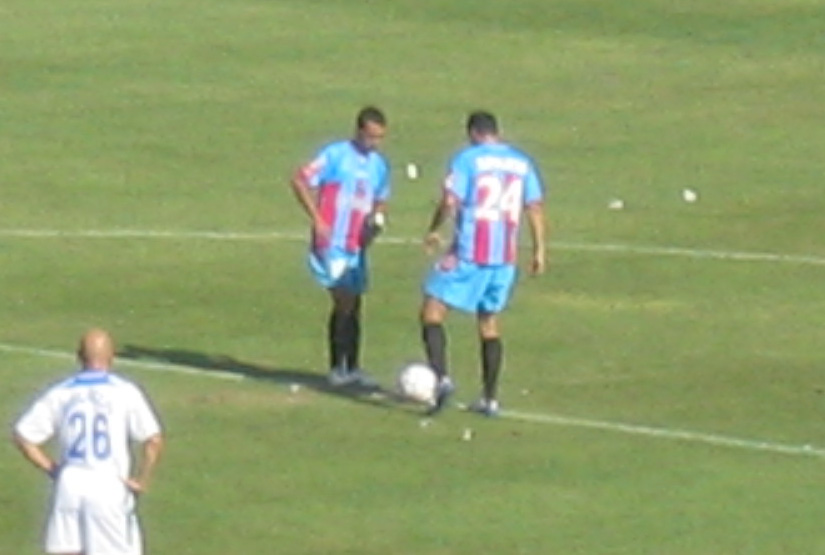
2006년 세리에 A에서 아탈란타와 경기

### 세리에 A 복귀
2006-07 시즌 카타니아는 22년 만에 세리에 A에 모습을 드러냈다. 그들의 첫 복귀 시즌에 2번의 대패를 겪었지만 준수한 시즌을 보냈다.
그들의 첫 복귀시즌에는 2007년 2월 2일에 일어난 카타니아 축구 폭력 사태 과감하게 변화하게 된다. 카타니아 축구 폭력 사태는 US 팔레르모와 벌인 시칠리아 더비전에서 경찰관 필리포 라치티가 마시미노 스타디움 바깥에 있던 카타니아의 울트라스에 의해 죽임을 당한 사건이다. 그 사건으로 인해 이탈리아축구협회의 위원인 루카 판칼리는 이 기간에 리그 경기와 국가대표팀 경기를 포함한 모든 축구 관련 행사를 취소하였다. 카타니아의 회장이자 구단주인 안토니노 풀비렌티는 카타니아에서 더 이상 구단을 운영할 상태라가 아니라고 보아 그가 축구계를 기꺼이 떠날것임을 밝혔다.
이탈리아 축구 리그가 재시작한 이후에, 카타니아도 계속해서 진행을 하였지만 슬펌프를 마주하고 말았다. 사실 그들의 슬럼프는 더비 경기의 사고 이전부터 있었고 2007년 4월 말에 우디네세에게 1:0 승리를 거두기전까지 12경기에서 단 한번의 승리도 거두지 못하며 결국 시즌 13위로 마감을 하였다.
다음 시즌에 마리노 감독이 우디네세로 떠나고 실비오 발디니가 팀을 맡았으나 더 팀의 사정을 좋지 않았다. 리그 순위표에서는 형편없었으나 코파 이탈리아에서는 카타니아에게 있어서 역사적이라고 할만한 준결승까지 진출하는 인상적인 모습도 있었다(준결승에서 로마에게 패배). 한편 발디니 감독은 2008년 3월 31일에 우편을 통해 사임되고, 놀랍게도 발테르 첸가 감독이 그를 대신하였다(세리에 A 수준에서 왈테르 첸가의 경험부족 때문이다.). 이럼에도 불구하고 첸가는 로사추리를 그 시즌 마지막 경기를 홈경기에서 호르헤 안드레스 마르티네스의 동점골로 로마와 1:1 무승부를 거두며 강등권에서 구해냈다. 첸가 감독은 성공적으로 앞으로 다가올 2008-09 시즌을 위해 팀을 맡기로 계약했다.
2009년 6월 5일에, 왈테르 첸가는 카타니아를 떠나 팀의 최대 라이벌인 팔레르모의 감독이 되었다. 첸가가 떠난 빈자리는 레가 프로 프리마 디비시오네 팀 라벤나에서 단지 1년의 감독경력을 지닌 신참인 잔루카 아트초리가 대신하였다. 아트초리 감독은 라벤나에서 공격적인 4-3-3 포메이션을 쓰는 것으로 잘 알려져 있었고 카타니아에서도 지속적으로 사용할셈이었다.
2009년 12월 8일, 시니샤 미하일로비치가 잔루카 아트초리로부터 감독직을 이어 카타니아의 감독을 맡았으며 계약 기간은 2011년 6월까지다. 카타니아가 강등권으로 떨어지자, 미하일로비치는 리보르노와의 경기에 데뷔하게 된다. 다음 경기에서 토리노 원정에서 유벤투스를 잡아내며 팀의 상승세를 이끌었다. 미하일로비치 감독이 피오렌티나로 떠나고 2010-11 시즌를 위해 마르코 잠파올로를 선임하였다. 하지만 2011년 1월에 카타니아는 성적부진으로 잠 파올로 감독을 해임하고 세리에 A 수준 리그에서 감독 경험이 전무하던 아르헨티나의 옛 스타플레이어인 디에고 시메오네를 선임하였다. 2010-11 시즌 로마에서 짧은 기간 동안 감독직을 맡았던 빈센초 몬텔라를 감독으로 선임하였다.

## 색깔과 엠블럼
카타니아의 팀컬러는 붉은색과 담청색이다.

## 현재 선수 명단

### 1군 명단
2025년 2월 3일 기준

참고: FIFA 자격 규정에 따라 소속된 국가대표팀 국기를 표시합니다. 선수는 복수의 FIFA 비회원국 국적을 가지고 있을 수 있습니다.
| 번호 | 포지션 | 국적     | 이름                  |
| ---- | ------ | -------- | --------------------- |
| 6    | MF     |          | 프란체스코 드 로즈    |
| 7    | MF     |          | 프란체스코 디 타치오  |
| 24   | DF     | 알바니아 | 에르티혼 게가         |
| 33   | DF     |          | 아르만도 아나스타시오 |

| 번호 | 포지션 | 국적 | 이름 |
| ---- | ------ | ---- | ---- |

### 임대 선수 명단
참고: FIFA 자격 규정에 따라 소속된 국가대표팀 국기를 표시합니다. 선수는 복수의 FIFA 비회원국 국적을 가지고 있을 수 있습니다.
| 번호 | 포지션 | 국적     | 이름                                  |
| ---- | ------ | -------- | ------------------------------------- |
| —    | GK     |          | 피에트로 테라차노 (아벨리노에서 임대) |
| —    | DF     | 세네갈   | 나빌라 삼바 (고리차에서 임대)         |
| —    | MF     |          | 페데리코 모레티 (스페치아에서 임대)   |
| —    | MF     |          | 파비오 시아카 (테르나나에서 임대)     |
| —    | MF     |          | 미르코 안테누치 (테르나나에서 임대)   |
| —    | FW     | 알바니아 | 에드가르 차니 (카르피에서 임대)       |

| 번호 | 포지션 | 국적       | 이름                                      |
| ---- | ------ | ---------- | ----------------------------------------- |
| —    | FW     | 세네갈     | 슐레이만 두카라 (유베 스타비아에서 임대)  |
| —    | FW     | 슬로베니아 | 막스 바리시치 (밀란에서 임대)             |
| —    | FW     |            | 에밀리아노 토르톨라노 (카탄차로에서 임대) |
| —    | FW     | 세네갈     | 아메스 폴 (리미니에서 임대)               |
| —    | FW     |            | 파비오 아베니 (페루자에서 임대)           |

### 유스 팀
참고: FIFA 자격 규정에 따라 소속된 국가대표팀 국기를 표시합니다. 선수는 복수의 FIFA 비회원국 국적을 가지고 있을 수 있습니다.
| 번호 | 포지션 | 국적       | 이름                             |
| ---- | ------ | ---------- | -------------------------------- |
| —    | GK     |            | 주세페 메시나                    |
| —    | FW     | 슬로베니아 | 막스 바리시치 ( 코페르에서 임대) |
| —    | MF     |            | 셈 아다모                        |

| 번호 | 포지션 | 국적       | 이름              |
| ---- | ------ | ---------- | ----------------- |
| —    | FW     |            | 파비오 아베니     |
| —    | DF     | 코스타리카 | 에리크 카발세타   |
| —    | FW     | 크로아티아 | 브루노 페트코비치 |

## 역대 회장
1946년 이후의 회장 목록
| 이름                          | 연도    |
| ----------------------------- | ------- |
| 산티 파사니시 만가나로        | 1946–48 |
| 로렌초 파치오                 | 1948–51 |
| 아르투로 미키산티             | 1951–54 |
| 주세페 리초                   | 1954–56 |
| 아가티노 페셰 미켈레 주프리다 | 1956–59 |
| 이냐치오 마르코초             | 1959–69 |
| 안젤로 마시미노               | 1969–73 |
| 살바토레 코코                 | 1973–74 |

| 이름                | 연도    |
| ------------------- | ------- |
| 안젤로 마시미노     | 1974–87 |
| 안젤로 아타구일레   | 1987–91 |
| 살바토레 마시미노   | 1991–92 |
| 안젤로 마시미노     | 1992–96 |
| 그라치아 코딜리오네 | 1996–00 |
| 리카르도 가우치     | 2000–04 |
| 안토니노 풀비렌티   | 2004–15 |

## 역대 감독
카타니아는 많은 세월 동안에 여러 감독들이 있었으며 그중에는 공동으로 감독직을 수행하는 경우도 있었다. 아래에 있는 표는 역대 카티니아의 감독을 1946년도부터 순서대로 나열한 것이다.
| 이름                            | 국적                                                                    | 연도    |
| ------------------------------- | ----------------------------------------------------------------------- | ------- |
| 조반니 데니                     | [[파일:{{{국기그림-1861}}}\|22x20px\|border \|이탈리아\|링크=이탈리아]] | 1946–48 |
| 니콜로 니콜로시                 | 이탈리아                                                                | 1948    |
| 미로슬라프 바나스               | 체코슬로바키아                                                          | 1948–49 |
| 안토니오 마뇨치                 | 이탈리아                                                                | 1949–50 |
| 스타니슬라브 클레인             | 루마니아                                                                | 1950    |
| 러요시 폴리체르                 | 헝가리                                                                  | 1950–51 |
| 네레오 마리니                   | 이탈리아                                                                | 1951–52 |
| 브론디 3세                      | 이탈리아                                                                | 1952    |
| 줄리오 카펠리                   | 이탈리아                                                                | 1952–53 |
| 피오라반테 발디                 | 이탈리아                                                                | 1953    |
| 피에로 안드레올리               | 이탈리아                                                                | 1953–56 |
| 에르네스토 마테오 포지          | 이탈리아                                                                | 1956–57 |
| 리카르도 카라펠레세             | 이탈리아                                                                | 1957    |
| 니콜로 니콜로시                 | 이탈리아                                                                | 1958    |
| 프란체스코 카포카살레           | 이탈리아                                                                | 1958    |
| 블라고예 마랴노비치             | 유고슬라비아 사회주의 연방공화국                                        | 1958–59 |
| 카르멜로 디 벨라                | 이탈리아                                                                | 1959–66 |
| 루이지 발세키                   | 이탈리아                                                                | 1966    |
| 디노 발라치                     | 이탈리아                                                                | 1966–67 |
| 루이지 발세키                   | 이탈리아                                                                | 1968    |
| 에지치오 루비노                 | 이탈리아                                                                | 1968–71 |
| 안토니오 칼바네세 루이지 발세키 | 이탈리아 · 이탈리아                                                     | 1971–72 |
| 카르멜로 디 벨라                | 이탈리아                                                                | 1972–73 |
| 루이지 발세키                   | 이탈리아                                                                | 1973    |
| 구이도 마체티                   | 이탈리아                                                                | 1974    |
| 아델모 프렌나                   | 이탈리아                                                                | 1974    |
| 젠나로 람보네                   | 이탈리아                                                                | 1974–75 |
| 에지치오 루비노                 | 이탈리아                                                                | 1975–76 |
| 구이도 마체티                   | 이탈리아                                                                | 1976    |
| 카르멜로 디 벨라                | 이탈리아                                                                | 1976–77 |

| 이름                     | 국적     | 연도    |
| ------------------------ | -------- | ------- |
| 루이지 발세키            | 이탈리아 | 1977    |
| 카를로 마테우치          | 이탈리아 | 1977–78 |
| 구이도 마체티            | 이탈리아 | 1978    |
| 아델모 카펠리            | 이탈리아 | 1978–79 |
| 젠나로 람보네            | 이탈리아 | 1979–80 |
| 리노 데 페트릴로         | 이탈리아 | 1980–81 |
| 구이도 마체티            | 이탈리아 | 1981    |
| 조르조 미켈로티          | 이탈리아 | 1981–82 |
| 살보 비안케티            | 이탈리아 | 1982    |
| 구이도 마체티            | 이탈리아 | 1982    |
| 잔니 디 마르치오         | 이탈리아 | 1982–84 |
| 잠바티스타 파브리        | 이탈리아 | 1984    |
| 안토니오 렌나            | 이탈리아 | 1984–85 |
| 젠나로 람보네            | 이탈리아 | 1985    |
| 살보 비안케티            | 이탈리아 | 1985–86 |
| 안토니오 콜롬반          | 이탈리아 | 1986    |
| 젠나로 람보네            | 이탈리아 | 1986–87 |
| 브루노 파체              | 이탈리아 | 1987    |
| 오스발도 야코니          | 이탈리아 | 1987    |
| 피에트로 산틴            | 이탈리아 | 1987–88 |
| 브루노 파체              | 이탈리아 | 1988–89 |
| 카르멜로 루소            | 이탈리아 | 1989–90 |
| 안젤로 베네딕토 소르마니 | 이탈리아 | 1990–91 |
| 주세페 카라만노          | 이탈리아 | 1991–92 |
| 프란코 반니니            | 이탈리아 | 1992    |
| 살보 비안케티            | 이탈리아 | 1992–93 |
| 프란코 인델리카토        | 이탈리아 | 1993–94 |
| 로렌초 바를라시나        | 이탈리아 | 1994    |
| 피에르 주세페 모스티     | 이탈리아 | 1994–95 |
| 안젤로 부세타            | 이탈리아 | 1995    |
| 람베르토 레오나르디      | 이탈리아 | 1995    |

| 이름                                        | 국적                | 연도        |
| ------------------------------------------- | ------------------- | ----------- |
| 알도 체란톨라                               | 이탈리아            | 1995–96     |
| 마리오 루소                                 | 이탈리아            | 1996        |
| 안젤로 부세타                               | 이탈리아            | 1996–97     |
| 조반니 메이                                 | 이탈리아            | 1997–98     |
| 프란코 갈리아르디                           | 이탈리아            | 1998        |
| 피에로 쿠키                                 | 이탈리아            | 1998–99     |
| 잔니 시모넬리                               | 이탈리아            | 1999 – 2000 |
| 이보 이아코니                               | 이탈리아            | 2000        |
| 빈첸초 구에리니                             | 이탈리아            | 2000 –      |
| 알도 암마찰로르소                           | 이탈리아            | June 2001   |
| 피에트로 비에르코보드                       | 이탈리아            | 2001        |
| 프란체스코 그라치아니 마우리치오 펠레그리노 | 이탈리아 · 이탈리아 | 2001–02     |
| 오스발도 야코니                             | 이탈리아            | 2002        |
| 마우리치오 펠레그리노                       | 이탈리아            | 2002 – 2003 |
| 존 토샥                                     | 웨일스              | 2002–03     |
| 에도아르도 레야                             | 이탈리아            | 2003        |
| 빈첸초 구에리니                             | 이탈리아            | 2003        |
| 가브리엘레 마트리차니 스테파노 콜란투오노   | 이탈리아 · 이탈리아 | 2003–04     |
| 마우리치오 코스탄티니                       | 이탈리아            | 2004–05     |
| 네도 소네티                                 | 이탈리아            | 2005        |
| 파스콸레 마리노                             | 이탈리아            | 2005–07     |
| 실비오 발디니                               | 이탈리아            | 2007–08     |
| 발테르 첸가                                 | 이탈리아            | 2008–9      |
| 잔루카 아트초리                             | 이탈리아            | 2009 – 9    |
| 시니샤 미하일로비치                         | 세르비아            | 2009 –10    |
| 마르코 잠파올로                             | 이탈리아            | 2010 – 11   |
| 디에고 시메오네                             | 아르헨티나          | 2011        |
| 빈첸초 몬텔라                               | 이탈리아            | 2011 - 12   |
| 롤란도 마란                                 | 이탈리아            | 2012-13     |
| 루이지 데 카니오                            | 이탈리아            | 2013-14     |
| 마우리치오 펠레그리노                       | 이탈리아            | 2014-       |

## 경기장 정보
- 명칭: 스타디오 안젤로 마시미노
- 위치: 카타니아
- 수용인원: 23,420
- 개장: 1937년 11월 27일
- 경기장 크기: 110m x 70m

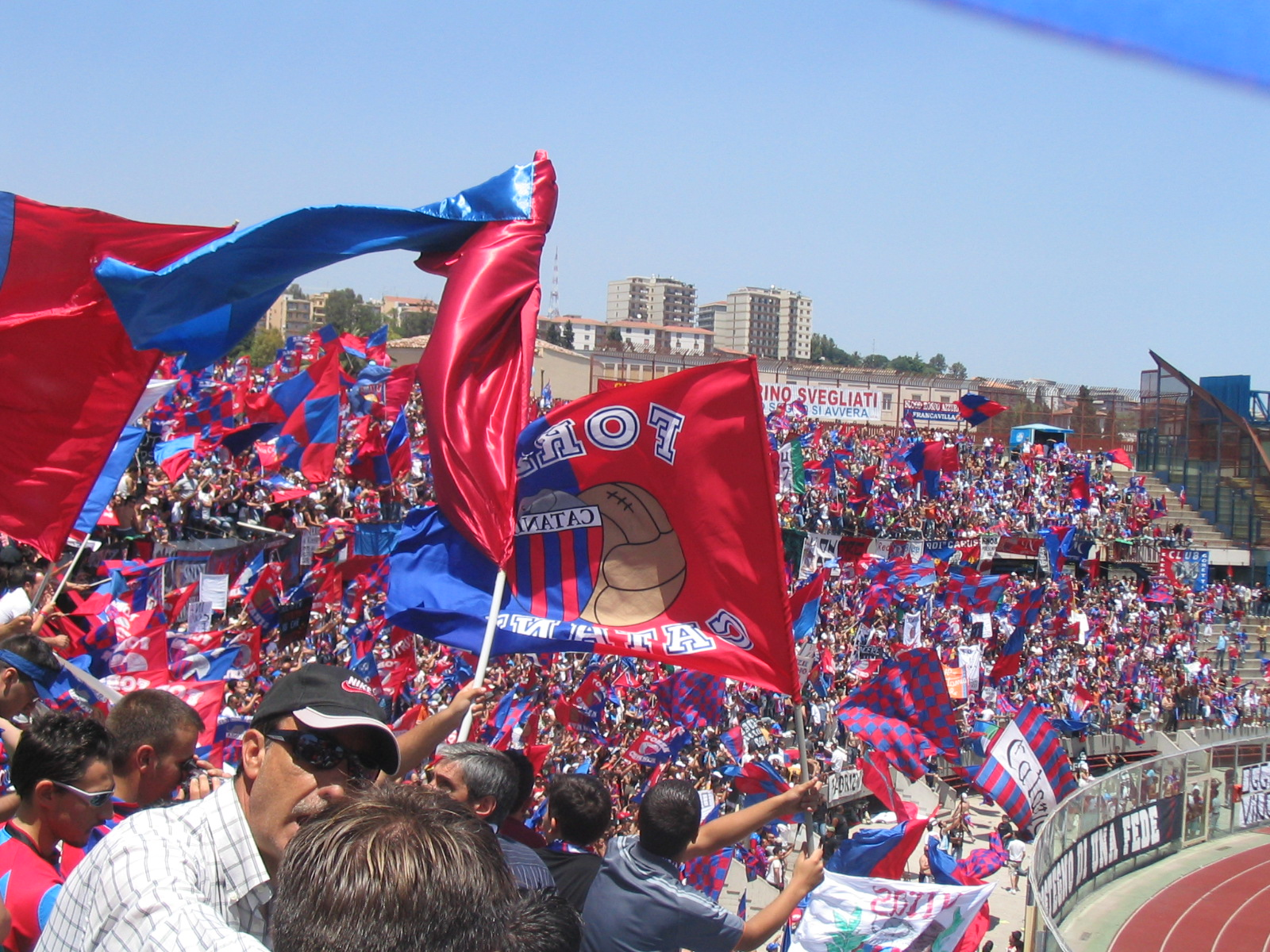
스타디오 안젤로 마시미노에 쿠르바 노르드 서포터들

카타니아는 1937년에 스타디오 치발리(Stadio Cibali)라고 불렸던 스타디오 안젤로 마시미노를 만들었다. 경기장은 2002년에 전 회장 안젤로 마시미노를 기념해 이름을 붙여졌다. 마시미노는 1969년까지 회장직을 수행했으며 1996년에 세상을 떠났다.
홈경기장을 카타니아 시 남쪽 변두리에 있는 판타노 다르치(Pantano d'Arci) 라고 불리는 산업지역에 스타디오 데이 팔리치(Stadio Dèi Palici) 라고 불리는 33,765명을 수용하는 경기장으로 옮기는 것이 제안되었다.

## 역대 성적
세리에 B
- 우승: 1953–54
- 승격: 1959–60, 1969–70, 1982–83, 2005–06

코파 델레 알피
- 준우승: 1964

세리에 C / 세리에 C1
- 우승: 1938–39, 1947–48, 1948–49, 1974–75, 1979–80
- 승격: 2001–02

세리에 C2
- 우승: 1998–99

세리에 D
- 우승: 1994–95

에첼렌차 시칠리아
- 승격: 1993–94

## 클럽 기록
- 가장 높은 리그 순위: 8위, 1960–61, 1964–65 그리고 2012-2013 시즌.
- 리그 최다 출장 선수: 281경기, 1975년과 1984년 사이에 뛴 다미아노 모라.
- 리그 최다 득점 선수: 47골, 구이도 클레인 과 아델모 프렌나.
- 세리에 A 최다 출장 선수: 150경기, 1961년과 1966년 사이에 뛴 주세페 바바소리.
- 세리에 A 최다 승점: 2012-2013 시즌 56점